# Koenigsegg Jesko
Jesko é um supercarro produzido pela fabricante automobilística sueca Koenigsegg. Apresentado no Salão Internacional do Automóvel de Genebra em 2019, o carro sucede o modelo Agera. O nome Jesko é uma homenagem ao pai do fundador da empresa, Jesko von Koenigsegg.
O modelo foi construído principalmente como um carro de alto desempenho, com foco na aerodinâmica negativa e manobras mais precisas. O modelo Regera foi projetado na categoria gran turismo.

## Motorização
O motor é um twin turbo V8 de 5.0 litros, o mesmo usado no Agera. Possui quatro válvulas por cilindro, cada uma com furo e curso de 92 mm × 95,25 mm e uma taxa de compressão de 8,6:1. Possui potência de 1 300 cv movido a gasolina e 1 624 cv movido a biocombustível E85, com torques de 101 e 152 kgfm, respectivamente.
As mudanças realizadas em relação ao Agera incluem o uso de uma nova cambota plana em 180 graus, economizando 5 kg e consequentemente, aumentando a linha vermelha de 8 250 para 8 500 rpm. O Jesko também utiliza suportes de borracha ativos do Regera, reduzindo as vibrações do motor na cabine. Os dois turbocompressores estão equipados com um tanque de ar de 20 litros feito de fibra de carbono, acoplando-se no compressor elétrico que alimenta o ar pressurizado para os turbocompressores em uma pressão de 20 bares (290 psi), para reduzir o atraso do turbo. O motor possui sensores de pressão para cada cilindro, a fim de obter o monitoramento em tempo real do cilindro para o sistema de injeção de combustível.

## Transmissão
O motor é acoplado a uma transmissão de sete embreagens com nove velocidades, desenvolvida internamente com sistema "Light Speed Transmission" (LST) pelo fabricante. A nova transmissão possui 90 kg, sendo 50% menor em comprimento em relação a unidade de dupla embreagem com sete velocidades das versões anteriores. O sistema LST é capaz de trocar as marchas para cima e para baixo entre as marchas próximo à velocidade da luz, graças a abertura e ao fechamento simultâneo das embreagens, permitindo aceleração e desaceleração totalmente ininterruptas. A transmissão tem um tempo de mudança que varia de 20 a 30 milissegundos. Também possui um modo overdrive denominado "Ultimate Power on Demand" (UPOD), projetado para selecionar e engatar instantaneamente a engrenagem ideal para a aceleração máxima.
A transmissão é controlada por um computador de bordo que usa os dados do motor e da velocidade da estrada para engatar uma marcha. As engrenagens são selecionadas pelo motorista usando os remos de mudança montados na coluna de direção ou o seletor de marcha.